# Shpëtim Shmili
Shpëtim Qazim Shëmili też jako: Shpëtim Shëmili (ur. 15 maja 1941 w Tiranie, zm. 17 września 1994 w Elbasanie) – albański aktor teatralny i filmowy.

## Życiorys
W dzieciństwie przeniósł się wraz z rodziną do Elbasanu, gdzie ukończył szkołę podstawową, a w 1957 średnią szkołę pedagogiczną. Przez trzy lata pracował jako nauczyciel we wsi Shtërmen i w Cerriku. W 1964 ukończył studia na wydziale aktorskim szkoły im. Aleksandra Moisiu, działającej przy Teatrze Ludowym w Tiranie i zadebiutował na scenie rolą inżyniera Pirro w sztuce Xhemala Broji Linda. W tym samym roku rozpoczął pracę w teatrze Skampa w Elbasanie, gdzie zagrał w swojej karierze ponad 60 ról. Był także autorem sztuk wystawianych na scenie elbasańskiej. W 1992 objął stanowisko dyrektora tego teatru.
Na dużym ekranie wystąpił po raz pierwszy w 1968 grając rolę Skendera w filmie fabularnym Horizonte te hapura. Potem zagrał jeszcze w 13 filmach fabularnych, w pięciu z nich były to role główne.
Zmarł na atak serca i został pochowany na cmentarzu publicznym w Elbasanie.

## Role filmowe
- 1968: Horizonte të hapura jako Skënder
- 1978: Gjeneral Gramafoni jako Valeta
- 1979: Një natë nëntori jako przestępca Suat
- 1979: Këshilltarët jako niemiecki oficer
- 1979: Radiostacioni jako Gaqo Harallambi
- 1980: Dëshmorët e monumentëve jako archeolog Schnicker
- 1980: Pas vdekjes jako dziennikarz Vurko
- 1984: Ëndërr për nje karrige jako Gani
- 1984: Fushë e blertë, fushë e kuqe jako trener Filip
- 1985: Melodi e pandërprerë jako księgowy w spółdzielni
- 1986: Kronikë e atyre vitëve
- 1986: Një jetë më shumë jako kupiec Qani
- 1988: Tre vetë kapërcejnë malin jako przemytnik Kasem

## Nagrody i wyróżnienia
W 1990 został uhonorowany Orderem Naima Frasheriego, a w 1992 otrzymał tytuł Zasłużonego Artysty (alb. Artist i merituar). 14 września 1999 został pośmiertnie wyróżniony tytułem Honorowego Obywatela Elbasanu. Imię Shmiliego nosi jedna z ulic w południowej części Elbasanu.